# Тинокорові
Тинокорові (Thinocoridae) — родина птахів ряду сивкоподібних (Charadriiformes). Представники цієї родини зовні зовсім не схожі на куликів. Деякі орнітологи виділяють їх навіть у самостійний ряд. У цій родині всього 4 види.

## Опис
Тулуб у цих птахів щільний, ноги й пальці короткі, крила довгі, хвіст короткий і закруглений. Дзьоб короткий, сильний.

## Поширення
Це мешканці холодних, сухих і марних напівпустель Південної Америки. На півдні материка вони живуть на невеликих висотах і навіть на рівні моря, але чим далі до півночі й, отже, ближче до екватора, тим вище вони піднімаються в гори, і в Еквадорі, наприклад, вони властиві високогірної області, тобто гніздяться вище 3000—3500 м.

## Характеристика видів
У найсуворіших умовах верхнього кам'янистого поясу, що примикає до зони вічного снігу й льоду, живе Attagis gayi. Саме він має розміри приблизно із сіру куріпку й нагадує куріпок по забарвленню оперення. Ч. Дарвін у свій час сказав, що цей вид в Андах екологічно заміняє тундрову куріпку, якої, як відомо, у Південній Америці немає.
Представники роду Thinocorus поширені на гніздуваннях трохи нижче попереднього виду — у трав'янистому поясі гір. Вони широко поширені в посушливій частині помірної зони Південної Америки. Умови, у яких гніздяться ці птахи, дуже суворі. Так, Thinocorus rumicivorus, що живе на материку від Еквадору й Болівії на південь до Вогняної Землі й Фолклендських (Мальвинских) островів, гніздиться на пустельних, галечно-щебнистих, злегка горбистих плоскогір'ях. Убога трава росте там твердими пучками. Постійно дмуть сильні вітри, що піднімають хмари піску й пилу, дуже великі добові коливання температури. У деяких місцях Південного Чилі, удалині від водних джерел, це єдиний вид птахів, який може там гніздитися. Гніздо цього бігунка — проста ямка в ґрунті, у якій відкладається 3—4 яйця. Залишаючи гніздо, щоб поживитися, птах засипає яйця настільки глибоко, що на поверхні залишаються лише їхні верхівки. Після закінчення періоду розмноження ці птахи зграйками переміщаються до більш родючих земель, але й там тримаються головним чином відкритих ландшафтів з кам'янистим і піщаним ґрунтом. Живиться цей вид, як і всі інші представники родини, рослинною їжею: вегетативними частинами рослин, суцвіттями, насінням, зрідка комахами. Забарвлення цього виду наступне: спинна сторона світло-бура із чорнуватими облямівками пір'я, на білому тлі шиї й вола є велика з нерівними краями чорна пляма. Дзьоб короткий, усього 10 мм довжини.

## Систематика
- Рід Attagis — атагіс
  - Attagis gayi — атагіс рудочеревий
  - Attagis malouinus — атагіс білочеревий
- Рід Thinocorus — тинокор
  - Thinocorus orbignyanus — тинокор великий
  - Thinocorus rumicivorus — тинокор чилійський

## Ресурси Інтернету
- Seedsnipe videos [Архівовано 25 квітня 2014 у Wayback Machine.] on the Internet Bird Collection